# Franco Israel
Franco Israel Wibmer (* 22. April 2000 in Nueva Helvecia) ist ein uruguayischer Fußballtorhüter, der momentan beim FC Turin spielt und Mitglied der uruguayischen Nationalmannschaft ist.

## Vereinskarriere
Geboren in Nueva Helvecia, im Süden Uruguays, machte Wibmer seine ersten Schritte im Fußball beim Club Lucerna, wo er im Alter von neun Jahren begann. Er setzte seine Fußballkarriere bei Club Artesano fort und wurde 2016 von Nacional verpflichtet, wo er den U-20-Titel der Libertadores gewann. Dieser Erfolg machte Juventus Turin auf ihn aufmerksam, das ihn verpflichtete. In den letzten Jahren spielte er hauptsächlich in der U23-Mannschaft von Juventus, hatte aber auch einige Einsätze in der ersten Mannschaft. Im Juli 2022 wurde er bis 2027 von Sporting Lissabon unter Vertrag genommen.
Seit der Saison 2025/26 spielt der Torhüter für den FC Turin.

## Nationalmannschaft
Franco Israel spielte für die U-17, U-18 und U-20 Uruguays und spielt mittlerweile für die A-Nationalmannschaft. 

## Titel

### Nacional
- Copa Libertadores U-20: 2018

### Uruguayische Nationalmannschaft

#### U-20
- Silbermedaille bei den Südamerikanischen Spielen 2018